# 郝会龙
郝会龙（1962年11月—），甘肃临洮人。男，汉族。中华人民共和国政治人物。1984年7月参加工作，1982年11月加入中国共产党。北京大学哲学系哲学专业大学毕业。

## 經歷
历任中共黑龙江省委政策研究室秘书、调研员，省委办公厅秘书；安达市委副书记、代市长、市长；省人民政府研究室副主任、副秘书长；黑河市委副书记、代市长、市长、市委书记、市人大常委会主任等职。2010年2月，任中共齐齐哈尔市委书记，2012年1月兼任市人大常委会主任。2012年4月，任中共黑龙江省委常委。2013年5月，兼任黑龙江省委政法委书记。2013年12月，改兼任黑龙江省人民政府常务副省长。2017年4月，不再担任中共黑龙江省委常委。2017年6月，不再担任黑龙江省政府党组副书记，改任省政府党组成员。2018年1月，當選黑龍江省政協副主席。2023年1月14日，卸任黑龙江省政协副主席职务，但继续担任省政协党组成员。